# ソーンバックギターフィッシュ
ソーンバックギターフィッシュ（学名：Platyrhinoidis triseriata）は、ウチワザメ科の一種。Platyrhinoidis 属は単型。属名はギリシア語で「平たい鼻に似ている魚」という意味。サカタザメ科に似た名前と形態に反して、シビレエイ目に近縁である。トマレス湾（英語版）からカリフォルニア湾まで分布し、水深6 m以下の沿岸部の砂泥底に埋まっているか、藻場やその付近で見られる。体長は91 cmに達し、体盤はハート型で、尾は太く長く、2基の背鰭と発達した尾鰭がある。体色は地味で、背中の中央から尾まで大きな鉤状の棘が平行に3列並ぶ。
単独または群れで生活し、底生の小型無脊椎動物や硬骨魚類を捕食する。無胎盤性の胎生で、仔エイは卵黄嚢から栄養を得て成長する。雌はおよそ一年間の妊娠期間を経て、夏の終わりに毎年1 - 15尾の仔エイを出産する。国際自然保護連合（IUCN）は、生息範囲の大部分はアメリカであり、商業的価値は無く漁獲量も少ないため、低危険種と評価している。メキシコ海域における状況はあまり知られていないが、より深刻な可能性もある。

## 分類と系統
アメリカの魚類学者である デイビッド・スター・ジョーダンとCharles Henry Gilbertによって、1880年に科学雑誌『米国国立博物館議事録』において記載された。彼らは本種をウチワザメ属(Platyrina)とし、背中に3列の棘が並ぶことから、ラテン語のtres (「3」) とseries (「行」)より種小名を triseriata と命名した。 1年後、同じ雑誌でサミュエル・ガーマンは本種を新属 Platyrhinoidis とした。タイプ標本は1880年2月8日にサンタバーバラ沖で捕獲された成体の雄。banjo shark (オーストラリアのTrygonorrhinaとは異なる)、California thornback、guitarfish、round skate、shovelnose、thornback、thornback rayなどの別名がある。
John McEachran と Neil Aschlimanによる2004年の形態学に基づく系統発生研究で、本種とウチワザメ属でトビエイ目の最も基部的なクレードを形成し、従来の説のようにサカタザメ科と近縁ではなく、アカエイ科など他のトビエイ目の科と姉妹群であるとした。分子系統学では、サカタザメ科やトビエイ目の近縁ではなく、シビレエイ目の姉妹群であるとしている。

## 形態

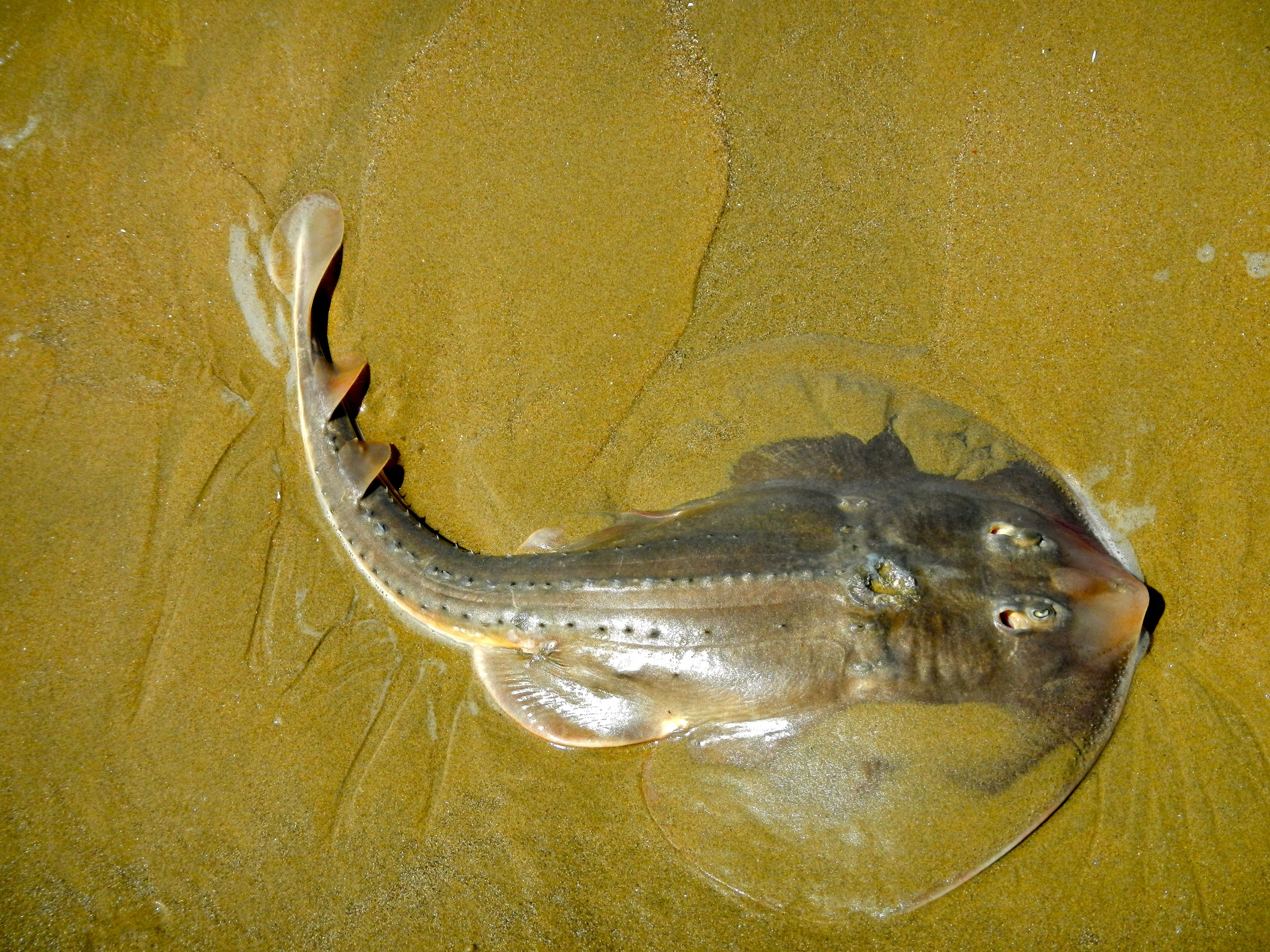
三列の大きな棘が特徴。

体盤は菱形に近いハート形で、僅かに縦長で、前方に向かって厚くなっている。吻は短く幅が広い。目は小さく、間隔が広い。噴水孔は目よりも大きく、すぐ後ろにある。広い鼻孔の前には、大きく幅広の鼻褶がある。口は広く、緩やかなアーチ状。口角から鼻孔まで皺があり、台形を形作る。下唇には口角を包み込むように深い溝がある。歯は小さく歯冠が低く、鋭いものから鈍いものまであり、歯列は上顎では 68 - 82 列、下顎では 64 - 78 列。5対の鰓裂は小さく、体盤腹面にある。

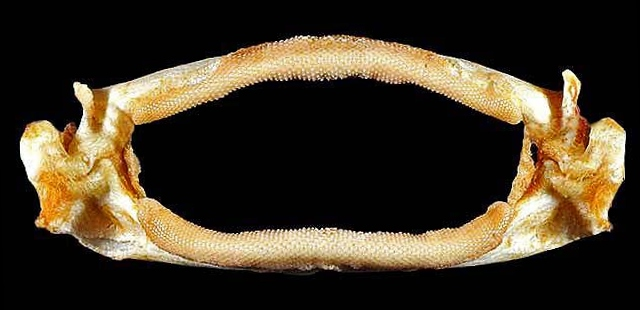
顎標本
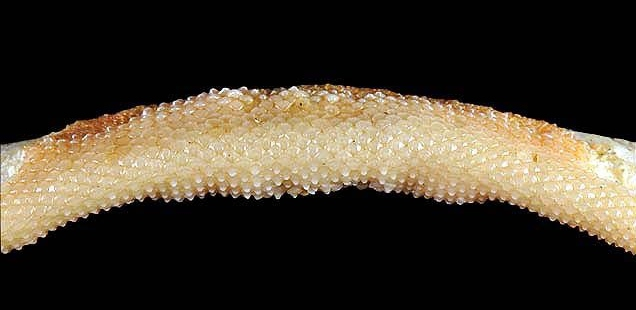
上顎の歯
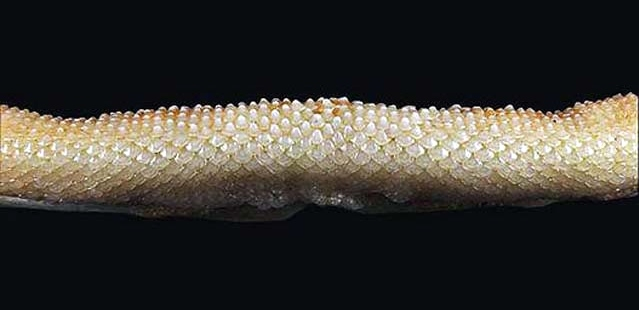
下顎の歯

腹鰭の外側縁は湾曲しており、後端は角ばっている。雄は長いクラスパーを持つ。尾は太く体盤よりもはるかに長く、両側に皮褶がある。背鰭は二基で大きさと形は似ており、背の高さよりも長く、後縁が丸い。第一背鰭は腹鰭よりも尾鰭に近い位置にある。尾鰭はよく発達しており、ほぼ楕円形で、下葉は無い。皮膚は小さな真皮歯状物で覆われる。大きな反り返った棘が体盤前縁に沿って2 - 3列並び、小さな棘が鼻先、目の周囲、および正中線の両側にあり、最も大きな棘が体盤中央部から第二背鰭まで並ぶ。背面はオリーブ色から灰褐色、腹面は黄色がかった白。吻と体盤の間は半透明。体長は最大91 cm。

## 分布と生息地
北東太平洋の固有種で、トマレス湾からマグダレナ湾まで分布し、カリフォルニア湾にも孤立した個体群がある。エルクホーン湿原など、カリフォルニアおよびバハ・カリフォルニア沖の沿岸部では非常に生息数の多い場所があり、モントレー北部やカリフォルニア湾では稀である。底魚であり、通常海岸付近の水深6 m未満の地点で見られるが、水深137 mからの記録もある。湾、沼地、海岸、ラグーンなどの泥底や砂底、藻場やその付近に生息する。

## 生態

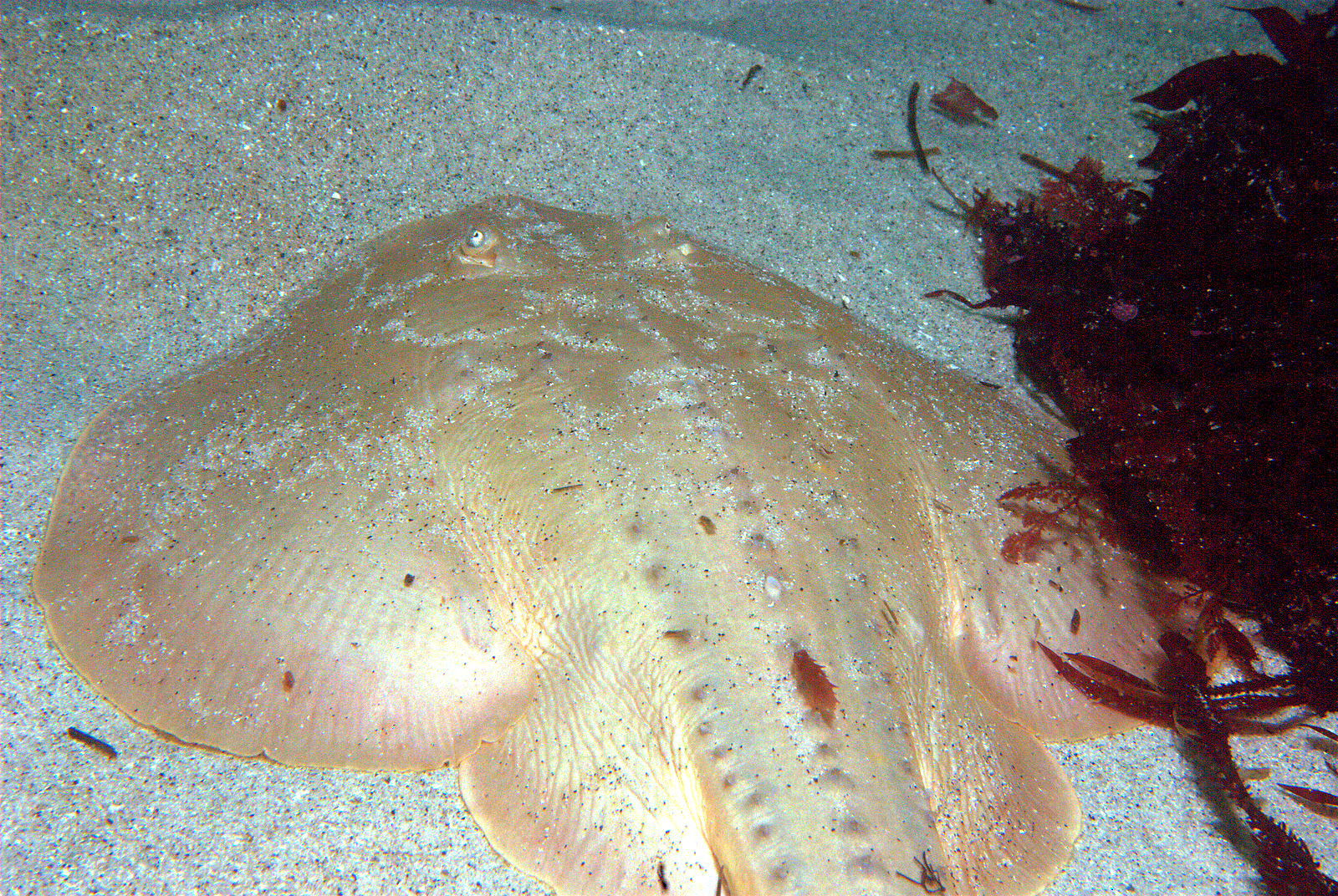
砂地でよく見られる。

日中は大抵部分的に堆積物に埋もれている。単独、小さな群れで生活し、特定の湾や沼地では、季節ごとに大きな群れを形成する。多毛類、カニ、エビなどの甲殻類、等脚類、イカ、カタクチイワシ科、サーディン、ハゼ、カジカ、ウミタナゴ科などの小型の硬骨魚類を捕食する。周波数5 - 15 Hzの電場に最も敏感なロレンチーニ器官で獲物を探す。サメやキタゾウアザラシに捕食される。本種の寄生虫には、多節条虫亜綱のEchinobothrium californiense および線形動物のProleptus acutusが知られる。夏の終わりに交尾し、雌は翌年のほぼ同じ時期に出産する。出産のピークは8月。無胎盤性の胎生であり、胚は出生まで卵黄によって維持される。産仔数は1 - 15。出生時の体長は約11 cm。雄は体長37 cm、雌は体長48 cmで性成熟する。

## 人との関わり
無害で大人しい為接近も容易で、水族館でも飼育される。米国沖では一般的で、漁業の対象にもなっておらず、商業漁業者や娯楽漁業者によって偶然捕獲されるのみで、経済的価値は無い。生息域のほとんどが米国の海域内にあるため、国際自然保護連合(IUCN)によって低危険種と評価されている。メキシコ海域では個体数が少なく生息域が分断され、漁業による影響は不明。そこでIUCNは、沿岸のラグーン漁業やエビトロール船の影響を受けやすいこと、そして地域での長期的な生存を確保するためには追加情報が緊急に必要であることを指摘し、この地域の個体群をデータ不足とした。